# 黃元善
黃元善（？—？），字讓卿，湖北鍾祥縣人，清朝政治人物、進士出身。

## 生平
咸豐元年，鄉試中舉；咸豐九年，登進士，改戶部主事。同治四年，任總理各國事務衙門章京、戶部山東司員外郎。同治十二年，任順天鄉試同考官。次年改戶部陝西司郎中、戶部浙江司郎中。光緒四年，任戶部山西司郎中、河南道監察御史。光緒六年，任陝西道監察御史。光緒八年，任刑科給事中。光緒九年，任工科掌印給事中、貴州糧儲道。光緒二十年，升任貴州按察使。光緒三十四年，加內閣學士銜。